# کلاوس وولفرمن
کلاوس وولفرمن (به آلمانی: Klaus Wolfermann؛ زادهٔ ۳۱ مارس ۱۹۴۶ – درگذشتهٔ ۱۸ دسامبر ۲۰۲۴) پرتاب‌گر نیزه اهل آلمان بود.
وی برندهٔ جوایزی همچون برگ بوی نقره‌ای شده‌بود.

وولفرمن در ۱۸ دسامبر ۲۰۲۴، در سن ۷۸ سالگی درگذشت.